# Fusa

Lage von Fusa in Hordaland

Wappen von Fusa

Fusa war eine Kommune im norwegischen Fylke Hordaland (2020 Teil von Vestland geworden). Das administrative Zentrum lag in Eikelandsosen. Im Zuge der Kommunalreform in Norwegen wurden Fusa und Os zum 1. Januar 2020 zur neuen Gemeinde Bjørnafjorden zusammengelegt.
Auf einer Fläche von 378 km² lebten 3861 Einwohner (Stand: 1. Januar 2019). Die Kommunennummer war 1241. Letzter Bürgermeister war Hans S. Vindenes von der Senterpartiet.
Fusa grenzte im Norden an die Kommune Samnanger, im Osten an Kvam und im Süden an Kvinnherad. Im Westen lagen der Bjørnafjord und der Fusafjord sowie jenseits dieser die Kommunen Tysnes und Os. Die Kommune gehörte zur Landschaft Midthordland. Das Gemeindegebiet reichte vom Meeresspiegel bis in eine Höhe von 1719 moh.

## Geschichte
Fusa war in der Periode von 1837 bis 1854 zusammen mit Samnanger und Os ein Teil von Ous herad. Fusa entstand als eigenständige Kommune im Jahre 1855.

## Persönlichkeiten
- Torolf Rein (* 1934 in Fusa), Admiral und Oberbefehlshaber der norwegischen Streitkräfte
- Anders Mol (* 1997 in Fusa/Strandvik), Volleyball- und Beachvolleyballspieler, Welt-, Europameister und  Olympiasieger